# NGC 1447
NGC 1447 (również PGC 13786) – galaktyka soczewkowata (S0), znajdująca się w gwiazdozbiorze Erydanu. Odkrył ją Francis Leavenworth w 1886 roku.